# Ока Николов
Орхей (Ока) Николов (на македонска литературна норма: Орхеј Николов, Ока Николов) е футболист от Северна Македония, вратар. Голяма част от кариерата си прекарва в тима на Айнтрахт (Франкфурт). От 2018 г. е помощник-треньор в тима на Лос Анджелис Галакси. Има 5 мача за македонския национален отбор. Роден и израснал във Федерална република Германия, Николов притежава и германско гражданство.

## Клубна кариера
Започва кариерата си в юношеските формации на Сандбах, където играе от 1981 до 1988 г. През 1989 г. преминава в Дармщат 98, като е част от школата на тима до 1991 г. През 1992 г. става част от Айнтрахт (Франкфурт). Стражът не успява да стане титуляр веднага, поради наличието на опитните Ули Щайн и Андреас Кьопке и до 1994 г. трупа опит в дублиращия отбор, за който има записани 73 двубоя. След като през 1996 г. тимът изпапа във Втора Бундеслига, Николов става основен вратар. Печели три пъти Втора Бундеслига – през 1998, 2003 и 2005 г. През 2006 г. достига финала за Купата на Германия, който е загубен с 0:1 от Байерн Мюнхен. Записва общо 229 срещи в Първа Бундеслига и още 150 във Втора. Най-високото му постижение в Бундеслигата е 6-о място през сезон 2012/13, но тогава Николов записва само 8 мача.
През юни 2013 г. разтрогва договора си, за да сбъдне мечтата си да играе в САЩ, като подписва договор с тима на Филаделфия Юниън. Македонският вратар обаче не успява да запише нито един мач за Филаделфия. През 2014 г. преминава във Форт Лодърдейл Страйкърс от Северноамериканската футболна лига и изиграва 8 мача. В края на 2014 г. слага край на кариерата си.

## Национален отбор
Между 1998 и 2001 г. записва 5 мача за националния отбор на Република Македония, но участва само в приятелски мачове.

## Като треньор
Бил е треньор на вратарите на юношеския национален отбор на Германия до 19 г., както и в националния отбор на Македония. Известно време е директор в школата на Айтнрахт Франкфурт. През сезон 2016/17 се завръща във Филаделфия Юниън като помощник-треньор. От 2018 г. заема същата длъжност в Лос Анджелис Галакси, но през декември същата година отново става част от Филаделфия.